# Jorge Orellana
Jorge Andrés Orellana Riffo (Copiapó, Chile; 19 de mayo de 1990) es un  futbolista chileno que juega de Mediocampista y su actual club es Fernández Vial de la Segunda División Profesional de Chile.

## Trayectoria
Formado en las inferiores de Palestino, Universidad Católica y finalmente en Unión Española, fue ascendido al primer equipo el año 2009, pero no jugó ningún encuentro por el cuadro hispano, hace su debut al año siguiente en Municipal La Pintana, en el año 2011 continúa su carrera futbolística en Deportes Linares club que estuvo por tres años, en el 2014 llega a Unión San Felipe, también estuvo en el cuadro del Aconcagua por tres años, terminado su contrato partió a Coquimbo Unido en el año 2017.

## Clubes
| Club                  | País  | Año       |
| --------------------- | ----- | --------- |
| Municipal La Pintana  | Chile | 2010      |
| Deportes Linares      | Chile | 2011-2014 |
| Unión San Felipe      | Chile | 2014-2017 |
| Coquimbo Unido        | Chile | 2017-2018 |
| Ñublense              | Chile | 2019-2021 |
| Deportes Puerto Montt | Chile | 2021      |
| San Antonio Unido     | Chile | 2022      |
| Iberia                | Chile | 2023      |
| Fernández Vial        | Chile | 2024-Act. |

## Palmarés

### Campeonatos nacionales
| Título    | Club           | País  | Año  |
| --------- | -------------- | ----- | ---- |
| Primera B | Coquimbo Unido | Chile | 2018 |
| Primera B | Ñublense       | Chile | 2020 |